# Ōkataina Volcanic Centre
Das Ōkataina Volcanic Centre (OVC), oft auch als Ōkataina Caldera benannt, beschreibt ein vulkanisch aktives Gebiet in der Region östlich bis südöstlich von Rotorua auf der Nordinsel von Neuseeland.

## Geographie
Das Ōkataina Volcanic Centre ist Teil der Taupō Volcanic Zone und erstreckt sich mit einer Flächenausdehnung von in etwa 460 km² östlich des Lake Rotorua, von der Westseite des Lake Ōkataina aus nach Norden, den Lake Rotoiti halbierend, dann nach Osten, den Lake Rotoehu halbierend, die nordöstlich liegende Rotoma Caldera mit einschließend und folgt dann an der Ostseite der Haroharo Caldera entlang nach Süden. Das Puhipuhi Basin, das sich in einem weiten Bogen nach Osten ausdehnt, zählt ebenso zum Gebiet des Ōkataina Volcanic Centre. Nach Süden weiter und dann mit einem Bogen in westsüdwestliche Richtung wird auch der Tarawera Volcanic Complex mit eingeschlossen, wobei der Lake Rerewhakaaitu nördlich passiert wird. Der südwestlich liegende Lake Rotomahana zählt zum allergrößten Teil zum Ōkataina Volcanic Centre ebenso, wie der im Westen liegenden Lake Tarawera und eine westliche Ausbuchtung des Okareka Rhyolite Complex mit Teilen des Lake Rotokākahi / Green Lake, Tikitapu/Blue Lake und Lake Ōkareka.

## Geologie
Das Ōkataina Volcanic Centre ist das jüngste der acht großen eruptiven Rhyolith-Zentren in der Taupō Volcanic Zone. Das Gebiet umfasst verschachtelte Calderen, die während mindestens drei Ignimbrit-Episoden in den letzten 340.000 Jahren entstanden sind.
Die Topografie des Ōkataina Volcanic Centre ist durch vulkanische Lavadomen, Plateaus, Hügel, Ebenen und acht durch Vulkanismus entstandene Seen gekennzeichnet. Der östliche Teil des Volcanic Centre wird von dem Mount Tarawera mit seinem 1111 m hohen Ruawahia Dome und dem 1047 m hohen Wahanga Dome dominiert, der südliche Teil von Hochebenen und Hügeln und der westliche und nördliche Teil von Hügeln und Tälern, wobei im Westen der Lake Tarawera und der Lake Ōkataina bestimmend sind und nach Norden Bewaldung vorherrscht und die drei Seen Lake Rotoiti, Lake Rotoehu und Lake Rotoma nicht übersehen werden können.
Der älteste von den acht Seen, die dem Ōkataina Volcanic Centre zugeordnet werden können, ist der Lake Okareka. Er entstand vor ca. 19.000 Jahren v. Chr. und bildete sich im östlichen Teil der Caldera durch Erosion in einem Ignimbrit-Plateau. Der See umfasst eine Fläche von rund 3,34 km². Der Tikitapu/Blue Lake und der Lake Rotokākahi / Green Lake entstanden nach dem Aufstauen von Lava nach einem Ausbruch des Rotorua Vulkans vor ca. 13.300 Jahre v. Chr. Die Seen besitzen eine Größe von 1,46 km² und 4,52 km². Vor ca. 7000 Jahren v. Chr. bildete sich der Lake Ōkataina durch Lavaströme eines Rhyolith-Ausbruchs. Die erodierten Wände der Haroharo Caldera bilden heute den westlichen Rand des Sees. Er verfügt über eine Fläche von 10,8 km². Der Lake Tarawera entstand rund 2000 Jahre später durch Ausbrüche der Vulkane Haraharo und Tarawera. Sie grenzten ein Becken ein, das sich nach und nach mit Wasser füllte und den 41,65 km² großen See entstehen ließ. Vor ca. 800 Jahren v. Chr. bildete sich mit 0,33 km² der kleinste See von allen und ca. 700 Jahren v. Chr. formten pyroclastische Eruptionen einen Damm und ließen den 5,3 km² großen Lake Rerewhakaaitu entstehen. Der jüngste von all diesen Seen ist der Lake Rotomahana. Er entstand durch eine Reihe von hydrothermalen Explosionen im Südwesten des Mount Tarawera und verfügt heute über eine Fläche von 8,99 km².

## Ereignisse
Im Bereich des Ōkataina Volcanic Centre konnte sechs größere Eruptionen in den letzten 10.000 Jahren ermittelt werden. Ein Ausbruch davon fand im Jahr 1314 statt und kam vom Mount Tarawera. Der gleiche Vulkan war zuletzt auch am 10. Juni 1886 aktiv und  tötete ca. 100 Māori, die in der Nähe lebten. Der Ausbruch war so startk, dass er das Massiv des Vulkans auf eine Länge von ca. 17 km aufriss und Millionen von Tonnen Asche und Geröll auswarf und das Umland damit zudeckte.